# 東山収一郎
東山 収一郎（ひがしやま しゅういちろう、1932年（昭和7年）9月25日- 2021年（令和3年）10月3日）は、日本の元海上自衛官。第17代海上幕僚長。

## 略歴
東京都出身。東京水産大学では製造学科で食品衛生を研究テーマにしていた。卒業後、海上自衛隊に入隊。入隊の動機は当時、大学が久里浜にあり、目の前に海上自衛隊の基地があったことから「なんとなく、面白そうだから」という理由で入隊したという。
入隊後は空にあこがれて航空部隊へ進む。主に対潜哨戒機「S2F-1 トラッカー」のパイロットとして活躍し、飛行時間は3,500時間を超える。二十代で機長を務めていた頃は、護衛艦と共同で実施する対潜哨戒の作戦の方針をめぐって2佐クラスの艦長と無線でしばしば火花を散らしたという。
その後の海幕勤務では防衛畑を歩みポスト4次防の整備、予算要求に携わる。第4航空群司令在任中には最初の「P-3C」実戦配備部隊として第6航空隊が新編され、その戦力化に尽力した。
その後も航空集団司令官、横須賀地方総監などの要職を歴任し、第17代海上幕僚長に就任。旧軍歴を持たない初の海幕長であり、また、第10代鮫島博一に続く二人目のパイロット出身の海幕長である。在任中の1988年（昭和63年）7月に「なだしお事件」が発生し、事態の対処にあたった。

## 年譜
- 1955年（昭和30年）
  - 3月：東京水産大学卒業
  - 4月：海上自衛隊入隊（第4期幹候）
- 1971年（昭和46年）1月1日：2等海佐に昇任
- 1973年（昭和48年）
  - 2月1日：第11航空隊司令
  - 11月16日：海上幕僚監部先任副官
- 1976年（昭和51年）
  - 1月1日：1等海佐に昇任
  - 4月1日：第51航空隊副長
  - 12月1日：海上幕僚監部防衛部防衛課防衛班長
- 1979年（昭和54年）2月1日：海上幕僚監部防衛部防衛課長
- 1980年（昭和55年）2月15日：徳島教育航空群司令
- 1980年（昭和55年）12月5日：海上幕僚監部防衛部副部長
- 1981年（昭和56年）1月1日：海将補に昇任
- 1982年（昭和57年）2月16日：海上幕僚監部防衛部長
- 1983年（昭和58年）1月20日：第4航空群司令
- 1984年（昭和59年）
  - 1月17日：自衛艦隊司令部幕僚長
  - 3月2日：海将に昇任
- 1985年（昭和60年）8月1日：第16代 航空集団司令官に就任
- 1986年（昭和61年）6月17日：第25代 横須賀地方総監に就任
- 1987年（昭和62年）7月7日：第17代 海上幕僚長に就任
- 1989年（平成元年）8月31日：退官
- 2021年（令和 3年）10月3日：逝去（享年89）

## 栄典
- レジオン・オブ・メリット・コマンダー - 1989年（平成元年）8月22日[4]